# Jesaq
Jesaq (Jask) és un cap i una vila de l'Iran, a la costa del golf d'Oman. La vila es troba a la proximitat del promontori. Té una població d'uns 5.000 habitants (3.115 el 1951). A la vora del vial hi ha un aeròdrom. Rebé el nom de l'illa Jasak, moderna illa de Laraq o Larak.